# Outside (canción de Calvin Harris)
«Outside» —literalmente en español: —«Afuera»— es una canción realizada por el disc-jockey y productor británico Calvin Harris, con la colaboración de la cantante y compositora Ellie Goulding, incluida en el cuarto álbum de estudio de Harris, Motion, así como en la edición de lujo del tercer álbum de Goulding, Delirium. Se lanzó en formato digital el 20 de octubre de 2014, como el cuarto sencillo del álbum. Alcanzó la sexta ubicación en la lista de sencillos del Reino Unido.
Es la segunda colaboración entre ambos artistas desde «I Need Your Love» en 2012. El DJ Marshmello lanzó un remix de la canción, fusionando trap con capas de future bass y EDM.

## Vídeo musical
El vídeo musical está dirigido por Emil Nava. Fue filmado el 20 de octubre de 2014 en Los Ángeles y publicado el 12 de noviembre de 2014. El vídeo muestra a dos parejas separadas en relaciones tóxicas y abusivas. Harris y Goulding cada uno interpreta a socios en las relaciones separadas que tanto parecen ser el principal destinatario del abuso. El video también se intercala con escenas de Goulding cantando directamente a la cámara delante de una casa suburbana, imágenes surrealistas que doblan el primer y segundo plano, los objetos en el marco de congelación en el tiempo, Goulding siendo suspendida en el aire, y  Goulding flotante espejo rectangular que finalmente se rompe. El vídeo termina con Goulding y Harris juntos en la casa en medio de una imagen congelada mediados de una pelea, dejando al espectador a cuestionar qué versión era la realidad.

## Lista de canciones
| Descarga digital — sencillo |                        |          |  |
| N.º                         | Título                 | Duración |  |
| 1.                          | «Outside» (Radio edit) | 4:29     |  |

| Sencillo en CD |                                |          |  |
| N.º            | Título                         | Duración |  |
| 1.             | «Outside» (con Ellie Goulding) | 3:49     |  |
| 2.             | «Ecstasy» (con Hurts)          | 3:42     |  |

| Descarga digital (Remix) |                                  |          |  |
| N.º                      | Título                           | Duración |  |
| 1.                       | «Outside» (Hardwell Remix)       | 4:56     |  |
| 2.                       | «Outside» (Oliver Heldens Remix) | 4:56     |  |

## Posicionamiento en listas y certificaciones
| Lista (2014–15)                           | Mejor posición |
| ----------------------------------------- | -------------- |
| Alemania (Offizielle Deutsche Charts)     | 1              |
| Australia (ARIA)                          | 7              |
| Austria (Ö3 Austria Top 40)               | 3              |
| Bélgica (Flandes) (Ultratop 50)           | 8              |
| Bélgica (Valonia) (Ultratop 50)           | 8              |
| Canadá (Hot 100)                          | 10             |
| Colombia (Monitor Latino)                 | 2              |
| Colombia (National Report Top Anglo)      | 3              |
| Corea del Sur (Gaon International Chart)  | 51             |
| Dinamarca (Tracklisten)                   | 5              |
| Escocia (Scottish Singles Top 40)         | 3              |
| Eslovaquia (Singles Digital Top 100)      | 3              |
| España (Top 100 Canciones)                | 10             |
| Estados Unidos (Billboard Hot 100)        | 29             |
| Estados Unidos (Mainstream Top 40)        | 8              |
| Estados Unidos (Adult Pop Songs)          | 34             |
| Estados Unidos (Hot Dance Club Songs)     | 5              |
| Estados Unidos (Dance/Electronic Songs)   | 2              |
| Estados Unidos (Dance/Mix Show Airplay)   | 1              |
| Euro Digital Songs                        | 6              |
| Finlandia (OFC)                           | 1              |
| Francia (SNEP)                            | 19             |
| Hungría (Single Top 40)                   | 1              |
| Irlanda (IRMA)                            | 5              |
| Italia (FIMI)                             | 14             |
| Japón (Japan Hot 100)                     | 87             |
| México (Billboard Mexican Airplay)        | 5              |
| México (Monitor Latino)                   | 4              |
| Noruega (VG-lista)                        | 3              |
| Nueva Zelanda (Recorded Music NZ)         | 7              |
| Países Bajos (Dutch Top 40)               | 7              |
| Polonia (Polish Airplay Top 20)           | 1              |
| Portugal (Portugal Digital Songs)         | 10             |
| Reino Unido (UK Singles Chart)            | 6              |
| Reino Unido (UK Dance Chart)              | 1              |
| República Checa (Singles Digital Top 100) | 1              |
| República Dominicana (Monitor Latino)     | 5              |
| Suecia (Sverigetopplistan)                | 3              |
| Suiza (Schweizer Hitparade)               | 5              |

| País           | Lista (2014)                     | Posición | Ref.   |
| -------------- | -------------------------------- | -------- | ------ |
| Australia      | ARIA Singles Chart               | 80       | [ 47 ] |
| Estados Unidos | Billboard Dance/Electronic Songs | 57       | [ 48 ] |
| Reino Unido    | The Official Charts Company      | 84       | [ 49 ] |
| Suecia         | Sverigetopplistan                | 92       | [ 50 ] |

### Certificaciones
| País           | Organismo certificador | Certificación | Simbolización | Ventas  | Ref.   |
| -------------- | ---------------------- | ------------- | ------------- | ------- | ------ |
| Alemania       | BVMI                   | Oro           | ●             | 200 000 | [ 51 ] |
| Australia      | ARIA                   | 2× Platino    | 2▲            | 140 000 | [ 52 ] |
| Dinamarca      | IFPI Dinamarca         | Platino       | ▲             | 30 000  | [ 53 ] |
| España         | PROMUSICAE             | Platino       | ▲             | 40 000  | [ 54 ] |
| Estados Unidos | RIAA                   | Platino       | ▲             | 1 000   | [ 55 ] |
| Italia         | FIMI                   | 2× Platino    | 2▲            | 100 000 | [ 56 ] |
| México         | AMPROFON               | 3× Platino    | 3▲            | 240 000 | [ 57 ] |
| Nueva Zelanda  | RMNZ                   | Platino       | ▲             | 15 000  | [ 58 ] |
| Reino Unido    | BPI                    | Platino       | ▲             | 600 000 | [ 59 ] |

### Sucesión en listas
| Anterior: «Dangerous» de David Guetta con Sam Martin «Macho fantástico» de Spekti con Tasis | Suomen virallinen lista — Sencillo número uno 47.ª semana de 2014 — 51.ª semana de 2014 2ª semana de 2015 — 4ª semana de 2015 | Siguiente: «Macho fantástico» de Spekti con Tasis «Samsara 2015» de Martin Tungevaag con Emila |
| Anterior: «Walk» de Kwabs                                                                   | Media Control Charts — Sencillo número uno 26 de enero de 2015 — 1 de febrero de 2015                                         | Siguiente: «The Hanging Tree» de James Newton Howard                                           |

## Historial de lanzamientos
| País           | Fecha                   | Formato                | Discográfica    | Ref.   |
| -------------- | ----------------------- | ---------------------- | --------------- | ------ |
| Mundo          | 20 de octubre de 2014   | Descarga digital       | Fly Eye Records | [ 7 ]  |
| Reino Unido    | 3 de noviembre de 2014  | Descarga digital       | Fly Eye Records | [ 60 ] |
| Alemania       | 19 de diciembre de 2014 | Sencillo en CD         | Sony            | [ 8 ]  |
| Estados Unidos | 13 de enero de 2015     | Contemporary hit radio | Columbia        | [ 61 ] |